# Bengt Baron
Baron Bengt (Finspång, 6 marzo 1962) è un ex nuotatore svedese.
Specializzato nel dorso e nella farfalla ha vinto la medaglia d'oro nei 100 m dorso ai Giochi olimpici di Mosca 1980 nei 100 m dorso e il bronzo nella staffetta 4x100 m sl ai Giochi olimpici di Los Angeles 1984.

## Palmarès
- Olimpiadi

Mosca 1980: oro nei 100 m dorso.
Los Angeles 1984: bronzo nella staffetta 4x100 m sl.
- Mondiali

1982 - Guayaquil: bronzo nei 100 m farfalla e nella staffetta 4x100 m sl.
- Europei

1981 - Spalato: argento nella staffetta 4x100 m misti.
1985 - Sofia: bronzo nella staffetta 4x100 m sl.